# Точильщики
Точи́льщики, или притворяшки (лат. Anobiidae) — семейство насекомых из отряда жесткокрылых.

## Описание
Очень полиморфная группа; трудно найти характеристики, описывающие всех членов семейства. Жуки небольших размеров, длиной от 1 до 10 мм, чаще 5 мм.
Усики состоят из 8—11-члеников, гребенчатые, пильчатые или с 3 сильно увеличенными вершинными члениками. У личинок ноги обычно хорошо развиты; коготки с двумя щетинками. Живут в мёртвой или отмирающей древесине, могут серьёзно вредить запасам продуктов и лекарственного сырья.

## Интересные факты
«Часы смерти» — так у многих народов называют «тикающие» звуки, издаваемые некоторыми мебельными и домовыми точильщиками, которые селятся в изделиях из древесины. Эти виды точильщиков издают данные звуки, похожие на звук тиканья часов, ритмично ударяя головой о стенки своих ходов в древесине. Эти звуки являются способом привлечения самок.

## Распространение
Встречаются эти жуки повсеместно.

## Систематика
- Anobiinae Kirby, 1837
  - Точильщики (род) (Anobium Fabricius)
    - Точильщик еловой коры (Anobium emarginatum Duftschmied)
    - Точильщик домовый (Anobium pertinax Linnaeus)
    - Мебельный точильщик (Anobium punctatum De Geer, 1774)
    - Точильщик еловый (Anobium thomsoni Kirby)

  - Gastrallus Jacquelin du Val, 1860
  - Hadrobregmus Thomson, 1859
    - Домовый точильщик (Hadrobregmus pertinax (Linnaeus, 1758))

  - Hemicoelus Leconte, 1861
  - Microbregma Seidlitz, 1889
  - Nicobium Leconte, 1861
  - Oligomerus Redtenbacher, 1849
  - Priartobium Reitter, 1901
  - Priobium Motschulski, 1845 (=Trypopitys Redtenbacher)
    - Точильщик длиннобулавый (Priobium carpini Herbst)

  - Stegobium Motschulski, 1860 [=Sitodrepa_Thompson]
    - Хлебный точильщик (Stegobium paniceum Linnaeus, 1758)
- Dorcatominae Thomson, 1859
  - Anitys Thomson, 1863
  - Caenocara Thomson, 1859
  - Dorcatoma Herbst, 1792
  - Stagetus Wollaston, 1861
- Dryophilinae LeConte, 1861
  - Dryophilus Chevrolat, 1832
  - Grynobius Thomson, 1859
- Eucradinae Le Conte, 1861
  - Hedobia Dejean, 1821
  - Ptinomorphus Mulsant & Rey, 1868
    - Ptinomorphus imperialis (Linnaeus, 1767)
- Mesocoleopodinae Mulsant & Rey, 1864
  - Mesocoelopus Jacquelin du Val, 1860
  - Mesothes Mulsant et Rey, 1864
  - Rhamna
  - Tricorynus Waterhouse, 1849
- Ptilininae Shuckard, 1840
  - Pseudoptilinus Leiler, 1963
  - Ptilinus Müller, 1764
    - Точильщик гребнеусый (Ptilinus pectinicornis Linnaeus)
- Ptininae Latreille, 1802 Также в некоторых источниках может рассматриваться как отдельное семейство — притворяшки (Ptinidae)
  - Eupauloecus Mulsant & Rey, 1868
  - Gibbium Scopoli, 1777
  - Mezium Curtis, 1828
  - Niptus Boieldieu, 1856
    - Притворяшка шелковистый (Niptus hololeucus Faldermann, 1836) (Притворяшка белый)

  - Pseudeurostus Heyden, 1906
  - Притворяшки (род) (Ptinus Linnaeus, 1767)
    - Притворяшка-вор (Ptinus fur Linnaeus, 1758)
    - Притворяшка малый (Ptinus pusillus Sturm)
    - Притворяшка красноногий (Ptinus rufipes Olson)
    - Притворяшка австралийский (Ptinus tectus Boieldieu, 1856)
    - Притворяшка бурый (Ptinus testaceus Окоп)
    - Притворяшка волосистый (Ptinus villiger Reitter)

  - Sphaericus Wollaston, 1854
  - Trigonogenius Solier, 1849
- Xyletininae Gistel, 1856
  - Lasioderma (насекомые) (Lasioderma Stephens, 1835)
    - Табачный жук  (Lasioderma serricorne Fabricius, 1792)

  - Metholcus Jacquelin du Val, 1860
  - Pseudolasioderma Logv.
  - Pseudomesothes
  - Xyletinus Latreille, 1809